# 鷹鼻蛇屬
鷹鼻蛇屬（學名：Gyalopion）是蛇亞目游蛇科下的一個無毒蛇屬，主要分布於美國西南部及墨西哥，是一種體型細小的游蛇。

## 物種
- 吉娃娃鷹鼻蛇（Gyalopion canum, Cope, 1861）
- 沙漠鷹鼻蛇（Gyalopion quadrangulare）
  - Gyalopion quadrangulare desertorum（Stebbins, 1985）
  - Gyalopion quadrangulare quadrangulare（Günther, 1893）

## 分布與棲息
吉娃娃鷹鼻蛇主要分布於美國阿利桑那州、新墨西哥州、德克薩斯州，與及墨西哥的奇瓦瓦州、索諾拉州、聖路易斯波托西州、科阿韋拉州、杜蘭戈州、薩卡特卡斯州、新萊昂州、米卻肯州及哈利斯科州。而沙漠鷹鼻蛇則主要分布於美國阿利桑那州、墨西哥索諾拉州及錫那羅亞州。鷹鼻蛇多於短草大草原出沒。

## 特徵
鷹鼻蛇身體主要以淺棕色為基調，身上有深棕色的橫條斑紋。吻部位置呈白色。鼻端明顯向上翹起，呈凹洞狀，與豬鼻蛇的形態相反，並有著尖刺狀的鱗片。

## 行為
鷹鼻蛇為夜行性動物，行蹤隱秘，平日多躲藏於岩石底下，或鑽進沙土中。牠們主要捕食蜘蛛及蜈蚣。另外，鷹鼻蛇是卵生蛇類。

## 備註
- （英文）Herps of Texas: Gyalopion canum（页面存档备份，存于）